# ZDHHC24
ZDHHC24 (англ. Zinc finger DHHC-type containing 24) – білок, який кодується однойменним геном, розташованим у людей на 11-й хромосомі. Довжина поліпептидного ланцюга білка становить 284 амінокислот, а молекулярна маса — 30 176.
| 10         |  | 20         |  | 30         |  | 40         |  | 50         |
| ---------- |  | ---------- |  | ---------- |  | ---------- |  | ---------- |
| MGQPWAAGST |  | DGAPAQLPLV |  | LTALWAAAVG |  | LELAYVLVLG |  | PGPPPLGPLA |
| RALQLALAAF |  | QLLNLLGNVG |  | LFLRSDPSIR |  | GVMLAGRGLG |  | QGWAYCYQCQ |
| SQVPPRSGHC |  | SACRVCILRR |  | DHHCRLLGRC |  | VGFGNYRPFL |  | CLLLHAAGVL |
| LHVSVLLGPA |  | LSALLRAHTP |  | LHMAALLLLP |  | WLMLLTGRVS |  | LAQFALAFVT |
| DTCVAGALLC |  | GAGLLFHGML |  | LLRGQTTWEW |  | ARGQHSYDLG |  | PCHNLQAALG |
| PRWALVWLWP |  | FLASPLPGDG |  | ITFQTTADVG |  | HTAS       |  |            |

A: Аланін

C: Цистеїн

D: Аспарагінова кислота

E: Глутамінова кислота

F: Фенілаланін

G: Гліцин

H: Гістидин

I: Ізолейцин

L: Лейцин

M: Метіонін

N: Аспарагін

P: Пролін

Q: Глутамін

R: Аргінін

S: Серин

T: Треонін

V: Валін

W: Триптофан

Кодований геном білок за функціями належить до трансфераз, ацилтрансфераз, ліпопротеїнів. 
Локалізований у мембрані.